# Departamento de Agricultura de Texas

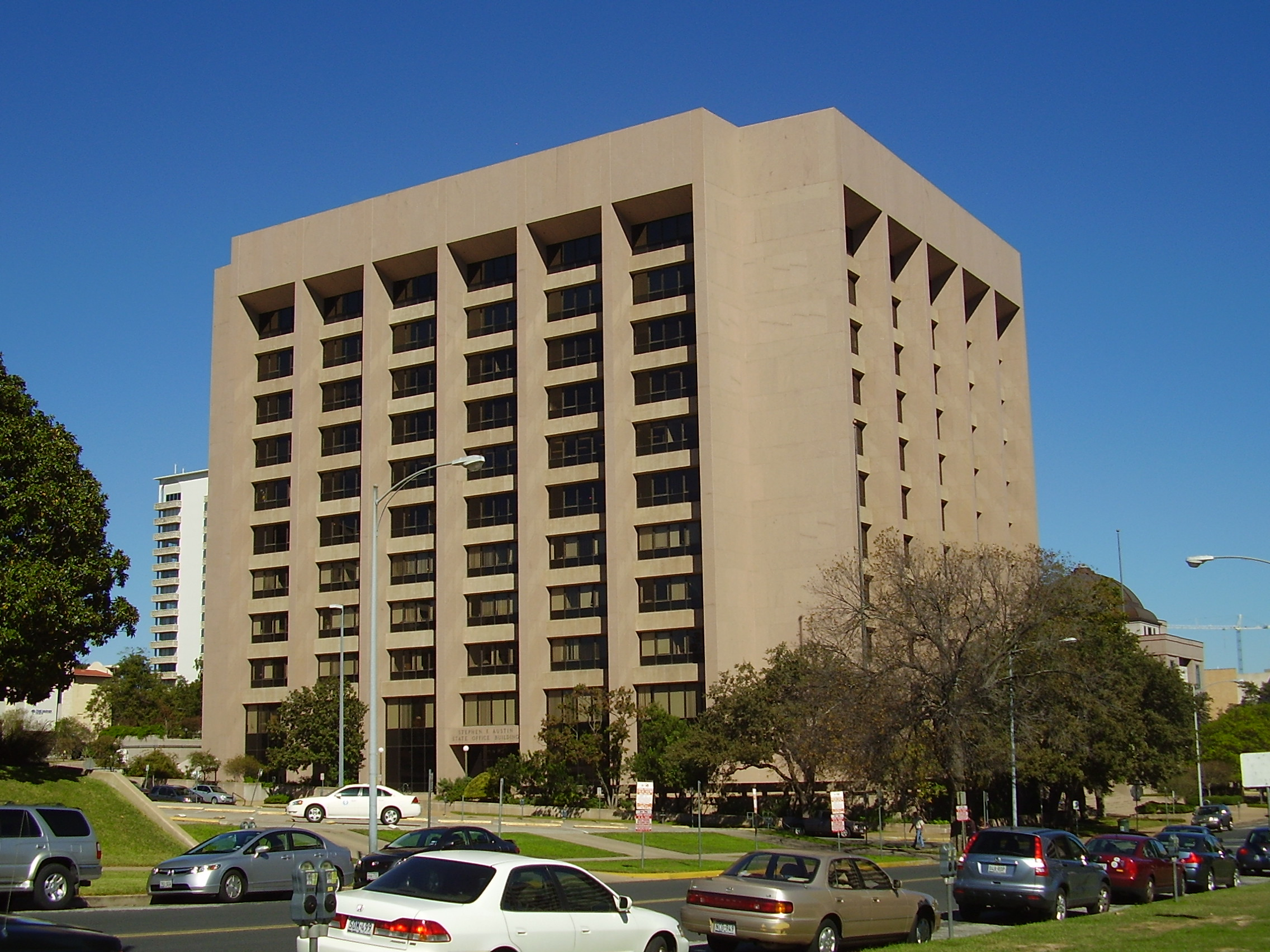
La sede es en el piso 11 de Stephen F. Austin State Office Building.

El Departamento de Agricultura de Texas (en inglés: Texas Department of Agriculture, TDA) es una agencia de Texas en los Estados Unidos. La sede es en el piso 11 de Stephen F. Austin State Office Building á 1700 North Congress Avenue en Austin.
La agencia gestiona la producción de la agricultura. La legislatura de Texas estableció la agencia en 1907.